# Мекански пролаз
Мекански пролаз, Меканска врата или Меканска капија (арап. بوابة مكة Bawwābāt Makka), такође и под називом Курански пролаз (арап. بوابة القرآن Bawwābāt al-Qurʾān), лучна је капија-споменик на мукарамском ауто-путу Џеда—Мека. Овде је улаз у Меку и родно место пророка Мухамеда — означава границу харам области за град Меку, коју је немуслиманима забрањено прећи.

## Историја
Капија је изграљена 1979. године. Дизајн је урадио Дија Азиз Дија, а архитекта је био Самир Елабд.
Начелник Меке, Осама ибн Фадил ел Бар, председавајући је одбора директора компаније Бавабат Мека (енгл. Bawabat Makkah Co.). Комплекс Бавабат Мека састоји се из 5 врста тренутно развијаних пројеката: Владини пројекти, Специјални развојни пројекти, Инвестициони пројекти, Непрофитни пројекти и Финансирајући пројекти.

## Опис
Пролаз је играђен као лук преко ауто-пута и састоји се из три главна дела:
- две просторије: свака 30 m × 48 m (98 ft × 157 ft) широка и око 3 m висока, и смештена на страни пута; делују као подржавајући блокови за крила (чине лук)
- два крила: свако око 80 m дуго, 48—18 m (157—59 ft) широко и 20 m високо, протежући се од просторија до споја око 23 m изнад пута; делују као подржавајуће основе за књигу (њен сталак)
- отворена књига: са две странице, свака око 16,5 m дуга и 26 m широка, протежући се 23—31 m (75—102 ft) изнад пута; делује као главни симбол за лук

Главни део је структура исламске Свете књиге — Курана, смештена на рехалу (сталак за књиге).
Армирани бетон је коришћен као примарни грађевински материјал; пластика, стакло, дрво и други материјали су такође присутни (нпр. исламски луминозни мозаици/витражи испод лукова, лучни улази у просторије итд.). Цела структура је декорисана разним узорцима и осветли се по ноћи на различите начине.
Испод грађевине су палме засађене у линију дуж разделног острва, као и друго ниже дрвеће и орнаментално жбуње које расте на острву око палми и слободном земљишту поред ’парквеја’ (острвом подељени ауто-пут) са четири траке. Са страна је фино ошишана шимшир ограда у уређеном врту, са обликованим и сигурносним оградама, паркинзима и другим помоћним објектима који се протежу у велики комплекс.